# هنری نرمال
هنری نرمال (انگلیسی: Henry Normal؛ زادهٔ ۱۵ اوت ۱۹۵۶) کمدین، تهیه‌کننده تلویزیونی، شاعر، نویسنده اهل بریتانیا است.
از فیلم‌ها یا مجموعه‌های تلویزیونی که وی در آن‌ها نقش داشته است، می‌توان به وقت خانه اشاره نمود.